# Ordkangoeroegoffer
De ordkangoeroegoffer (Dipodomys ordii)  is een zoogdier uit de familie van de wangzakmuizen (Heteromyidae). De wetenschappelijke naam van de soort werd voor het eerst geldig gepubliceerd door Samuel Washington Woodhouse in 1853. Hij noemde de soort naar George Ord, die toen voorzitter was van de Academy of Natural Sciences van Philadelphia (Pennsylvania).

## Voorkomen
De soort komt voor in Canada, Mexico en de Verenigde Staten.